# Ignaz Reinold

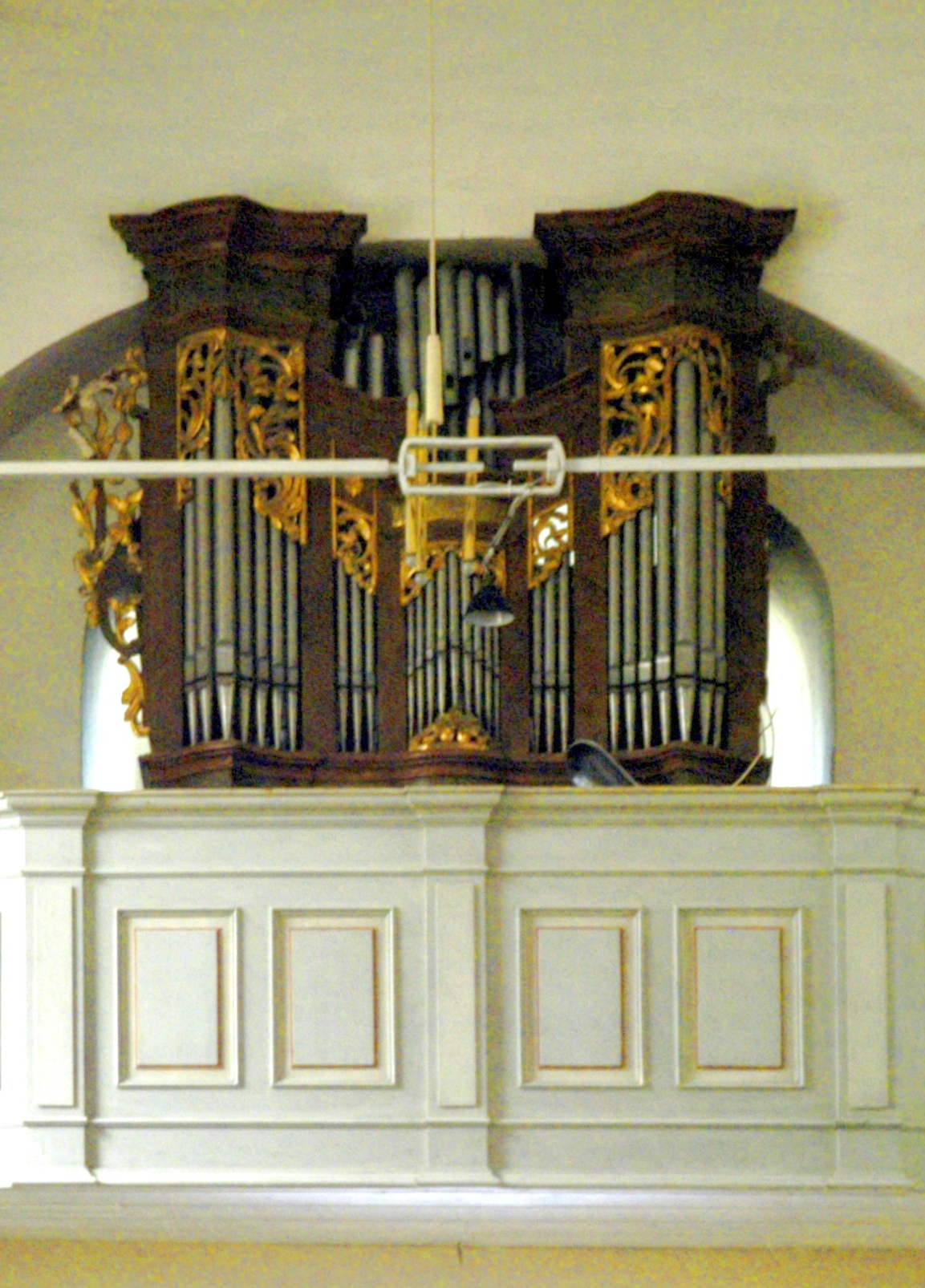
Gehäuse der Orgel in Braunsdorf

Ignaz Reinold (* 24. Mai 1777 in Wildschütz; † 31. Dezember 1848 in Znaim) war ein mährischer Orgelbauer.

## Leben
Ignaz Reinold wurde als Sohn des Lehrers Ignaz Reinold geboren und erlernte das Orgelbauhandwerk bei Joseph Silberbauer in Znaim. Nach der Erblindung von Silberbauer übernahm er im Jahre 1805 nach Leistung des Bürgereides dessen Werkstatt. Er war bis zum Jahre 1845 in Niederösterreich und Südmähren als Orgelbauer tätig.
Sein Schüler und Nachfolger war Benedikt Latzl.

## Werkliste
| Jahr | Ort                                 | Gebäude                              | Bild | Manuale | Register | Bemerkungen                                                                |
| ---- | ----------------------------------- | ------------------------------------ | ---- | ------- | -------- | -------------------------------------------------------------------------- |
| 1805 | Stoitzendorf                        | Pfarrkirche Stoitzendorf             |      |         |          | von Josef Silberbauer mit dem Bau begonnen und von Ignaz Reinold vollendet |
| 1810 | Pfaffendorf                         | Pfarrkirche Pfaffendorf              |      | II/P    | 12       | [ 2 ]                                                                      |
| 1811 | Jetzelsdorf                         | alte profanierte Pfarrkirche         |      | I/P     | 8        | eingelagert bei OBM Ferdinand Salomon                                      |
| 1817 | Untermarkersdorf bei Hadres         | Pfarrkirche Untermarkersdorf         |      | II/P    | 13       |                                                                            |
| 1824 | Roggendorf                          | Pfarrkirche Roggendorf               |      |         |          | [ 4 ]                                                                      |
| 1826 | Neudorf im Weinviertel              | Filialkirche Hl. Geist, Kirchstetten |      | I/P     | 8        | [ 5 ]                                                                      |
| 1830 | Niederschleinz                      | Pfarrkirche Niederschleinz           |      | I/P     | 8        | Reinold zugeschrieben                                                      |
| 1835 | Hohenwarth-Mühlbach am Manhartsberg | Pfarrkirche Mühlbach am Manhartsberg |      | I/P     | 10       |                                                                            |
|      | Braunsdorf                          | Pfarrkirche Braunsdorf               |      | I/P     |          | Gehäuse erhalten, seit 1915 Orgel von Franz Capek                          |
|      | Althart                             | Pfarrkirche                          |      |         |          |                                                                            |
|      | Altpetrein                          | Pfarrkirche                          |      |         |          |                                                                            |
|      | Laa an der Thaya                    | Pfarrkirche Hanfthal                 |      | II/P    | 16       | nicht erhalten; 1961 durch eine neue Orgel von Johann M. Kauffmann ersetzt |
|      | Kleintajax                          | Pfarrkirche                          |      |         |          |                                                                            |
|      | Klosterbruck                        | Pfarrkirche                          |      |         |          |                                                                            |
|      | Pottenhofen bei Wildendürnbach      | Pfarrkirche Pottenhofen              |      |         |          |                                                                            |
|      | Probitz                             | Pfarrkirche                          |      |         |          |                                                                            |
|      | Taßwitz                             | Pfarrkirche                          |      |         |          |                                                                            |
|      | Töstitz                             | Pfarrkirche                          |      |         |          |                                                                            |